# Salaf
Un Salaf (en árabe: سلف) («antepasado » o « predecesor») o Salaf Salih (en árabe: السلف الصالح) («piadosos antepasados») es un término por el cual los musulmanes se refieren a las tres primeras generaciones de defensores del islam.
Estas primeras generaciones de musulmanes salaf, incluía a los "compañeros" de Mahoma (los Sahaba), definidos como los que vieron u oyeron al profeta, siendo musulmanes y murieron como musulmanes, la generación de los Tabi‘un ("seguidores"), que estuvieron en contacto con los Sahaba y murieron manteniendo la cualidad de creyente y finalmente, la generación de los Tabi‘ al-Tabi‘in ("sucesores de los seguidores") que murieron manteniendo la cualidad de creyente.
Los musulmanes sunitas están de acuerdo, en general, en que estas tres generaciones tienen gran autoridad moral. Su islam es percibido como particularmente puro. Esta creencia está basada en un hadiz de interés profético que establece que: 'las mejores personas son de mi generación, luego, aquellos que los siguen y a continuación, los que vinieron después de ellos...'.